# Rachel Yoder
Rachel Yoder (Iowa City, 1978) è una scrittrice statunitense.

## Biografia
Yoder è cresciuta in una comunità mennonita intenzionale situata ai piedi degli Appalachi nell'Ohio orientale. Ha studiato presso il Nonfiction Writing Program dell'Università dell'Iowa e ha conseguito un MFA presso l'Università dell'Arizona. Ha inoltre ottenuto una laurea triennale presso la Georgetown University.
Nel 2021, Yoder ha pubblicato il suo romanzo d'esordio Nightbitch - Bestia di notte, selezionato come uno dei migliori libri dell'anno da Vulture. Il romanzo è stato anche finalista per il Premio PEN/Hemingway e ne è stato tratto un film scritto e diretto da Marielle Heller.
Il romanzo è stato tradotto in italiano da Veronica Raimo e pubblicato da Mondadori nel 2023.

## Opere
- Nightbitch. Bestia di notte [Nighbitch], traduzione di Veronica Raimo, Mondadori, 2023  [2021], ISBN 978-8804758761.